# رأس‌الجاثی
رأس‌الجاثی، سر زانوزن یا آلفا هرکول (به انگلیسی: Alpha Herculis) یک ستاره است که در صورت فلکی زانوزده قرار دارد.